# Palazzo Mellini
Palazzo Mellini è un edificio storico di Firenze, situato tra via de' Neri 1 e via dei Vagellai 2-4.

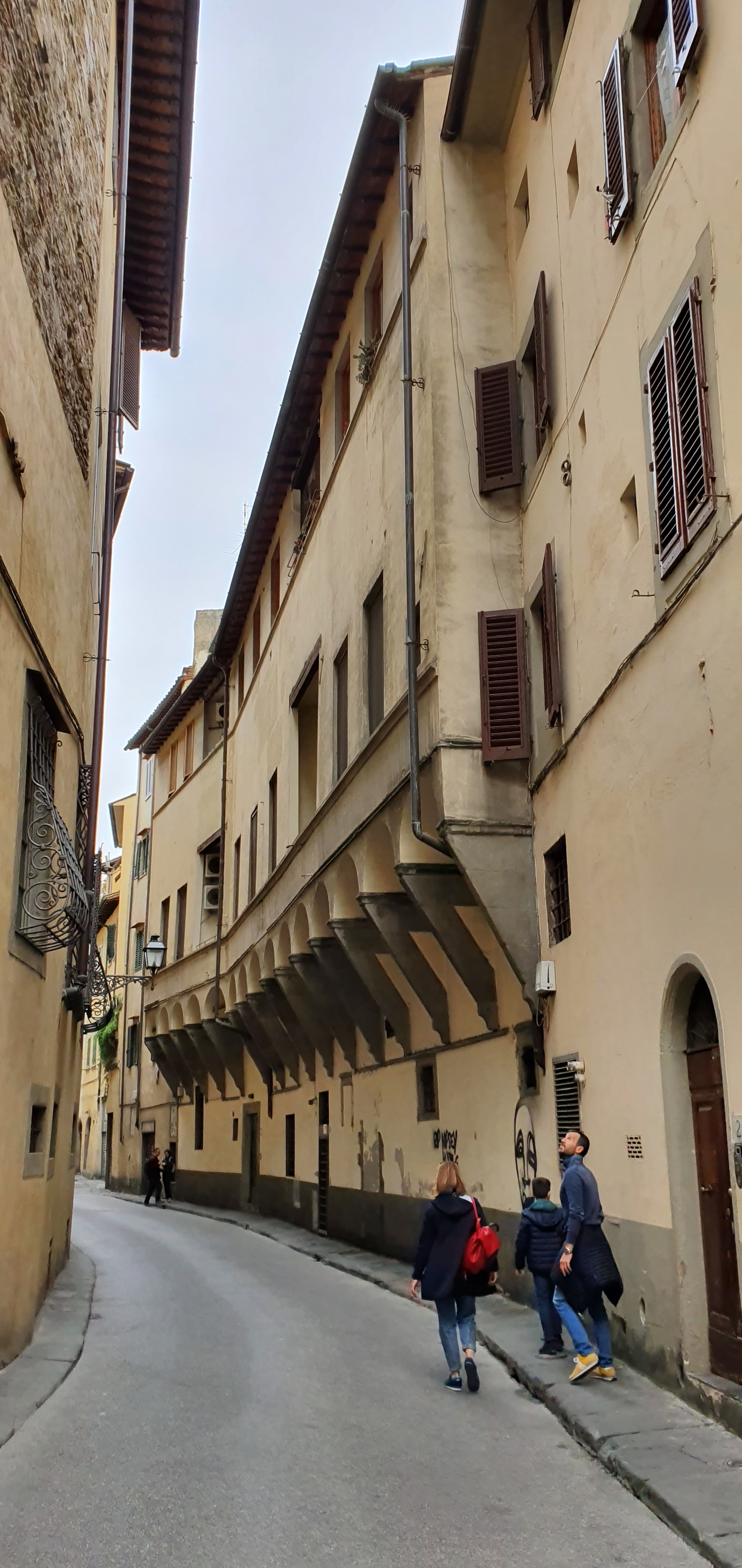
Sporti su via dei Vagellai

## Storia e descrizione
Il palazzo presenta linee semplici e misurate, proprie dell'architettura fiorentina del tardo Quattrocento, con sporti su mensole di pietra nell'affaccio su via dei Vagellai e con un cortile sempre quattrocentesco: nel suo insieme, anche per il buono stato di conservazione che tuttavia comunica l'età e la storia dell'edificio, è sicuramente da indicare tra le più belle e nobili fabbriche della zona.
La facciata su via de' Neri si presenta con un leggero andamento spezzato (a documentare la presenza di più antiche preesistenze), organizzata su tre piani per complessivi sette assi, con le finestre a tutto sesto allineate sui consueti ricorsi di pietra. Anticamente erano in questo luogo alcune case dei da Castiglionchio (qui tra l'altro abitò il letterato Lapo da Castiglionchio) che vennero vendute nel 1439 ai Nori. Da questi, dopo il 1480, acquistarono i Mellini, ai quali si deve l'edificazione dell'attuale palazzo.
Nel Seicento l'edificio passò alla famiglia dei della Vecchia che, nel 1616, lo lasciò alla Compagnia del Tempio. Sulla facciata, a destra, è una lapide posta dal Comune di Firenze in memoria di Giuseppe Barellai, medico di corte, primario dell'Ospedale di Santa Maria Nuova, presidente dell'Accademia medico-fisica fiorentina e promotore dei primi ospizi marini per la cura igienico climatica dei bambini affetti da scrofola, qui morto nel 1884:
| A GIUSEPPE BARELLAI SOLDATO DELL'INDIPENDENZA ITALIANA MAESTRO VALENTE NELL'ARTE DELLA MEDICINA IN QUELLA DELLA CARITÀ VALENTISSIMO FONDATORE DEGLI OSPIZI MARINI QUI MORTO IL III DICEMBRE MDCCCLXXXIV IL COMUNE DI FIRENZE VOLLE CHE SI PONESSE QUESTA MEMORIA DI GRATITUDINE |

Al centro del fronte è uno scudo con l'arme della famiglia Mellini (d'oro, alla fascia di verde accompagnata da tre anelletti dello stesso). In basso è l'insegna della Compagnia del Tempio. La piccola cornice di pietra che si vede sotto il ricorso più alto è da interpretare come segno della presenza in antico di una finestra per bambini, ora tamponata, così come si può apprezzare anche nel vicino palazzo Stiattesi in via del Corno 3.
Su via de' Vagellai, un piccolo tabernacolo con un Crocifisso.